# بریستول سیدلی بی‌اس۱۰۰
بریستول سیدلی بی‌اس۱۰۰ (به انگلیسی: Bristol Siddeley BS100) یک موتور هواگرد ساختِ کارخانهٔ بریستول سیدلی در کشور بریتانیا است.